# Idionyx stevensi
Idionyx stevensi là loài chuồn chuồn trong họ Synthemistidae. Loài này được Fraser mô tả khoa học đầu tiên năm 1924.